# Heber (California)
Heber es un lugar designado por el censo ubicado en el condado de Imperial en el estado estadounidense de California. En el año 2000 tenía una población de 2,988 habitantes y una densidad poblacional de 766.2 personas por km².

## Geografía
Heber se encuentra ubicado en las coordenadas 32°43′51″N 115°31′47″O / 32.73083, -115.52972. Según la Oficina del Censo, la ciudad tiene un área total de 3,9 km² (1,5 mi²), de la cual 3,9 km² (1,5 mi²) es tierra y 0 km² (0 mi²) (0.0%) es agua.

## Demografía
Según la Oficina del Censo en 2000 los ingresos medios por hogar en la localidad eran de $28,221, y los ingresos medios por familia eran $29,526. Los hombres tenían unos ingresos medios de $23,056 frente a los $19,231 para las mujeres. La renta per cápita para la localidad era de $8,847. Alrededor del 22.9% de la población estaban por debajo del umbral de pobreza.